# Lepidium songaricum
Lepidium songaricum là một loài thực vật có hoa trong họ Cải. Loài này được Schrenk mô tả khoa học đầu tiên năm 1841.